# Georges Guynemer
« Guynemer » redirige ici. Pour les autres significations, voir Guynemer (homonymie).
 (octobre 2011).
Georges Guynemer (prononcé [ɡinmɛʁ]), né le 24 décembre 1894 à Paris (16e arrondissement) et mort au combat le 11 septembre 1917 à Poelkapelle (Belgique), est l'un des pilotes de guerre français les plus célèbres de la Première Guerre mondiale.
Il remporte 53 victoires homologuées, plus une trentaine de victoires probables en combat aérien. Volant sur différents types de Morane-Saulnier, de Nieuport, de SPAD (VII, SPAD XII canon, SPAD XIII). Fait notable, il survit huit fois après que son avion a été abattu. Il est affecté durant sa carrière à l'escadrille Numéro 3 (MS 3, N 3 puis SPA 3), dite « Escadrille des Cigognes », unité de chasse la plus victorieuse des ailes françaises entre 1914 et 1918.
Selon l'avocat et écrivain Henry Bordeaux sa devise aurait été « Faire face ». En réalité, ses anciens camarades ne l'entendront jamais de son vivant.[réf. nécessaire]
On le reconnaissait en vol par ses avions peints en jaune et baptisés « Vieux Charles ». Sa postérité vaut à Georges Guynemer de devenir le héros emblématique de l'École de l'Air, à Salon-de-Provence.

## Biographie

### Patronyme

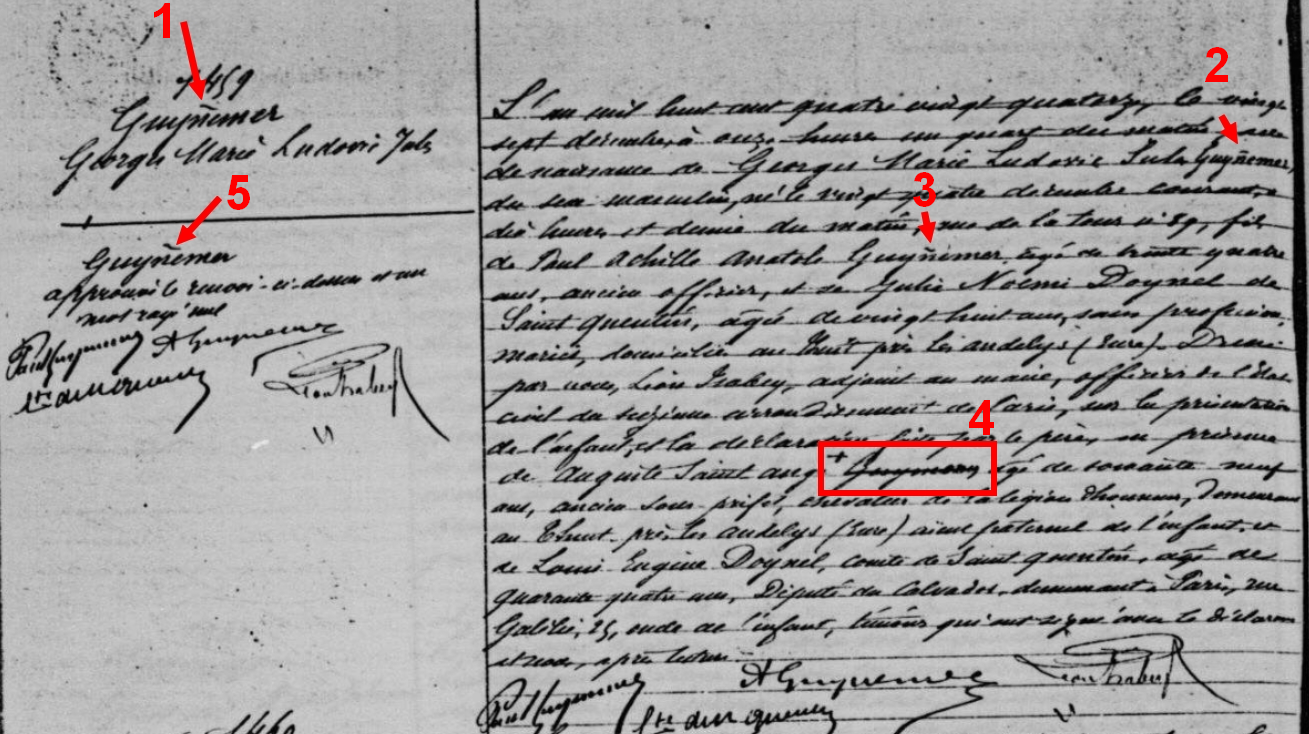
Tildes dans l'acte de naissance de Georges Guyñemer (1894)
1, 2, 3 tildes valides ;
4 tilde manquant ;
5 rectification marginale du tilde manquant.

Son patronyme est orthographié Guyñemer sur son acte de naissance.

### Origine familiale et enfance
Par sa mère, Julie Noémie Doynel de Saint-Quentin, issue d'une famille noble, Georges Guynemer est un descendant du roi de France Louis XIV, et donc de ses ancêtres Louis XIII et Henri IV, par Bathilde d'Orléans (1750-1822), mère du duc d'Enghien,. Sa famille s'installe à Compiègne en 1903.
Le baptême a lieu le 27 octobre 1895 dans la petite église du Thuit. Le parrain est le comte d'Aubigny, oncle de l'enfant et ministre plénipotentiaire de France. Sa marraine est la comtesse Eugène de Failly, tante de l'enfant. Le jeune Georges Guynemer pâtit d'une mauvaise santé. Seul fils après deux sœurs aînées, il est maigre et fragile ; son père, Paul Guynemer (1860-1922), ancien officier de Saint-Cyr, doit lutter pour que son seul fils, malade et dorloté, atteigne l'âge adulte. Il étudie au collège Stanislas à Paris, où exerce notamment comme professeur Henri de Gaulle.
Il y prépare le concours d'entrée à l'École polytechnique ; en vain : sa frêle santé ne lui permet pas de se présenter.

### Première Guerre mondiale

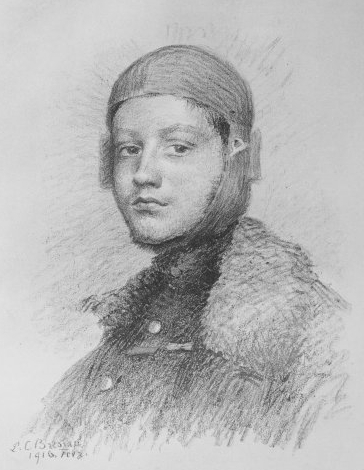
Guynemer en février 1916.
Dessin de Louise Catherine Breslau.

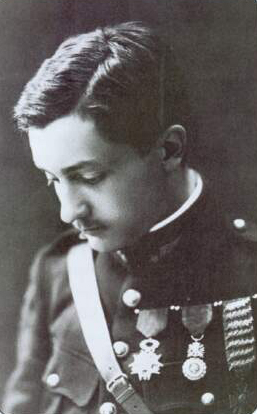

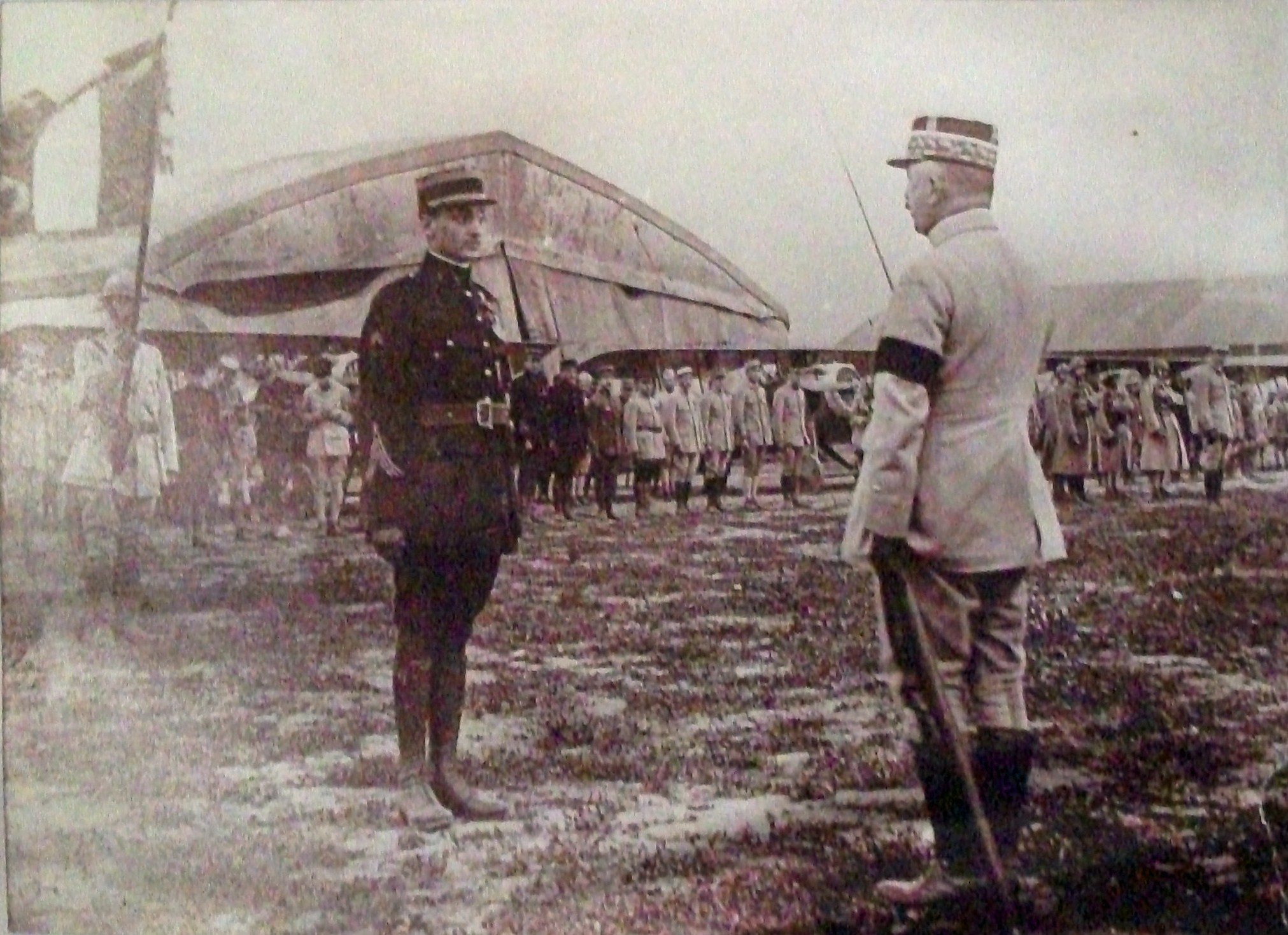
Guynemer décoré par le général Franchet d'Espèrey en juillet 1917.

Lorsque la guerre éclate, le 2 août 1914, la famille Guynemer est en vacances à Anglet ; Georges se rend aussitôt à Bayonne pour s'engager ; les médecins militaires le trouvant trop chétif le déclarent inapte. Il est désespéré, suppliant son père d'utiliser les relations qu'il a gardées dans l'armée. Pour rien. Un matin, en voyant des avions militaires se poser dans le champ d'aviation de la plage d'Anglet, celui de la Chambre d'Amour, il demande à l'un des pilotes comment s'engager dans l'aviation : il faut se rendre à l'école de pilotage de Pau dont le chef est le capitaine Alphonse Bernard-Thierry. Le 22 novembre 1914, il est engagé au titre du service auxiliaire comme élève mécanicien à Pau. Il y approfondit sa connaissance des avions. Il veut devenir élève pilote, mais le personnel du service auxiliaire n'a pas le droit de voler.
Le capitaine finit par accepter de l'instruire, en situation irrégulière. Le 21 janvier 1915, il devient élève pilote. Paul Tarascon est chargé, par le capitaine Bernard-Thierry, de sa formation. Georges Guynemer effectue sa première sortie le lundi 1er février sur rouleur Blériot 10. Le 11 mars suivant l'élève pilote G. Guynemer effectue son premier vol (Blériot 6 cylindres 50 HP). Il poursuit sa formation au camp d'aviation d'Avord. Il reçoit son brevet de l'Aéro-Club le 11 mars et le brevet de pilote militaire (no 1832) le 26 avril. Le 8 juin suivant, il est affecté à l'escadrille MS.3, seule unité dans laquelle il sert jusqu'à sa disparition.
Dès son arrivée aux Cigognes, il casse des avions à l'atterrissage ce qui hérisse son chef d'escadrille le capitaine Brocard, mais son instructeur Jules Védrines défend sa cause. Il récupère un Morane-Saulnier Type L, baptisé le « Vieux Charles », ayant appartenu à Charles Bonnard, parti combattre en Serbie.
En juin 1915, il est promu au grade de sergent et est décoré de la croix de Guerre. Ses premières sorties sont des missions d'observation des mouvements des troupes et de réglage de l'artillerie ; il y démontre un grand sang-froid, essentiel pour que l'observateur puisse prendre des photographies dans de bonnes conditions. Son avion est souvent touché par des éclats d'obus, dont les perforations sont colmatées par des pièces de toile rouge. Son escadrille stationnant à Vauciennes, il profite de ses missions pour saluer sa famille en survolant la maison de Compiègne où elle s'est réinstallée.

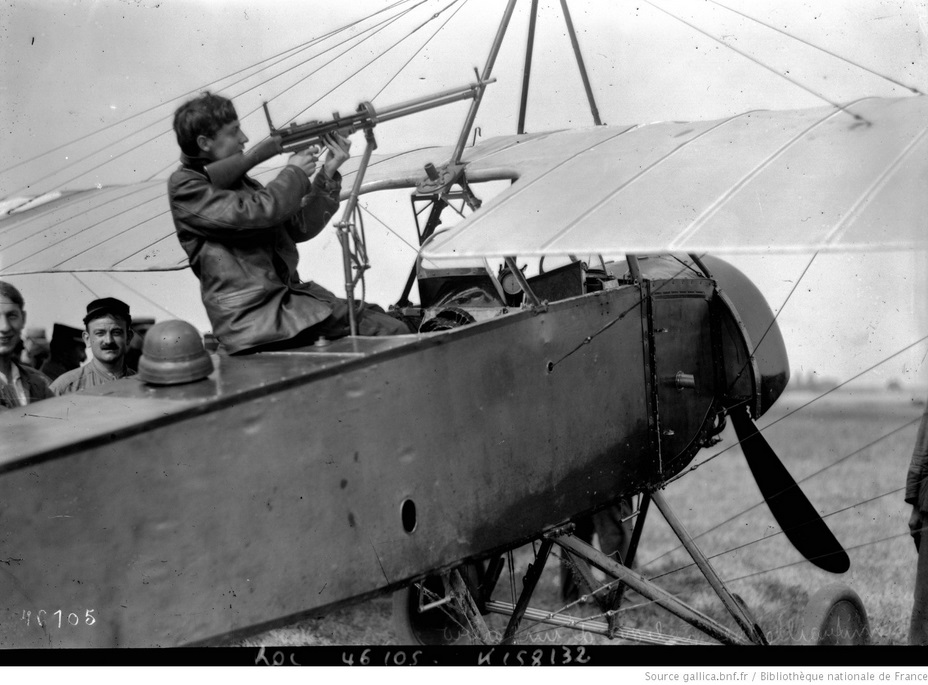
Guynemer dans son « Parasol », montrant à la foule comment il abattit sa première victime le 19 juillet 1915.

Le 19 juillet, Guynemer remporte sa première victoire aérienne à bord de son Morane-Saulnier « Parasol », en abattant un Aviatik C.I au-dessus du village de Septmonts. Deux jours plus tard, le 21 juillet, il est décoré de la médaille militaire (ordre no 1161 « D ») avec la citation suivante :

« Pilote plein d'entrain et d'audace, volontaire pour les missions les plus périlleuses. Après une poursuite acharnée, a livré à un avion allemand un combat qui s'est terminé par l'incendie et l'écrasement de ce dernier. »

Le 5 décembre 1915, l'escadrille MS3 est rebaptisée escadrille N3, après avoir été rééquipée avec des chasseurs Nieuport 10. Trois jours plus tard, le 8, en abattant au-dessus de Beuvraignes, au sud de Roye, un LVG il remporte sa troisième victoire. À bord de ces avions plus performants, Guynemer va rapidement s'imposer comme l'un des meilleurs pilotes français. Le président Poincaré lui remet la croix de chevalier de la Légion d'honneur le 24 décembre, jour de sa majorité. Il est à nouveau cité à l'ordre de la 6e armée (ordre no 2209 « D ») pour avoir rempli des missions spéciales qui consistaient à se poser derrière les lignes ennemies.

« Pilote de grande valeur, modèle de dévouement et de courage. A rempli depuis six mois deux missions spéciales exigeant le plus bel esprit de sacrifice, et livré treize combats aériens dont deux se sont terminés par l'incendie et la chute des avions ennemis. »

Il devient un « As » en remportant sa cinquième victoire le 3 février 1916 ; le voici promu au grade de sous-lieutenant à titre temporaire le 4 mars 1916, puis à titre définitif le 12 avril de cette même année.
L'escadrille quitte la 6e armée le 12 mars pour se rendre sur le théâtre de la bataille de Verdun sous la férule du commandant de Rose qui regroupe toutes les escadrilles de chasse et impose la suprématie des ailes françaises. Le 13 mars 1916, Guynemer est blessé par des éclats au visage lors d'un combat au-dessus du plateau de Douaumont, reçoit deux balles dans le bras gauche et est évacué à l'ambulance japonaise de l'hôtel Astoria. Son adversaire pourrait fort être l'as allemand Oswald Boelcke, alors crédité de 10 victoires, pilotant un Fokker Eindecker.
Le 26 avril suivant, le sous-lieutenant Guynemer est de retour au front. Quelques jours plus tard, le 13 mai, Georges Guynemer participe près de Dijon, sur l’aérodrome d’Ouges-Longvic (future Base aérienne 102 Dijon-Longvic, BA 102), à une importante prise d’armes au cours de laquelle, en qualité de porte-drapeau, il présente aux troupes du 1er groupe d’aviation un prestigieux emblème que le président de la République Raymond Poincaré avait remis à l’armée quelques mois plus tôt : le drapeau de l’Aviation militaire.
Il combat ensuite au-dessus de la Somme de juin 1916 à février 1917. Le 8 février 1917, aux commandes d'un SPAD VII. Guynemer devient le premier pilote allié à abattre un bombardier lourd allemand Gotha G. III. Au cours du seul mois de mai 1917, il abat sept avions allemands. La campagne de l'est terminée, Guynemer rejoint le terrain de Courville, près de Fismes, sur le site de la ferme de La Bonne Maison. Il se consacre pleinement à la mise au point de son Spad-Canon, avec toute sa fougue, intacte. Le 25 mai 1917, le capitaine Guynemer abat quatre avions (8 h 30, 8 h 31, 12 h 15 et 18 h 30). Le capitaine Brocard, commandant de l'escadrille N3, décrit alors Guynemer comme « [sa] cigogne la plus brillante ».
En récompense de ce quadruplé il est promu officier de la Légion d'Honneur, par ordre du Grand Quartier général le 11 juin 1917,,la rosette remise par le général Franchet d'Espèrey sur le terrain de Courville-La Bonne Maison,, le 15 juillet suivant devant son avion Le Vieux Charles, est accompagnée de la citation suivante :

« Officier d'élite, pilote de combat aussi habile qu'audacieux. A rendu au pays d'éclatants services tant par le nombre de ses victoires que par l'exemple quotidien de son ardeur toujours égale et de sa maîtrise toujours plus grande; Insouciant du danger, il est devenu pour l'ennemi par la sureté de ses méthodes et la précision de ses manœuvres, l'adversaire redoutable entre tous. A accompli le 25 mai 1917, un des plus brillants exploits, en abattant, en une seule minute deux avions ennemis et en remportant dans la même journée, deux nouvelles victoires. Par tous ses exploits, contribue à exalter le courage et l'enthousiasme de ceux qui, dans les tranchées, sont les témoins de ses triomphes : quarante cinq avions abattus, vingt citations, deux blessures. »

En juillet, il pilote un SPAD XII CI S 382, son « avion magique », « le pétadou » équipé d'un moteur Hispano-Suiza de 200 ch et armé à sa demande d'un canon Hotchkiss de 37 mm tirant à travers le moyeu de l'hélice et d'une mitrailleuse Vickers 303 (7,7 mm) avec bande de 400 cartouches. Bien que le canon promît une puissance de feu dévastatrice, il ne pouvait tirer qu'un seul coup à la fois et devait être rechargé manuellement en vol (capacité 12 obus). De plus, il avait un recul important lors du tir et remplissait le cockpit de l'avion de fumée.
Le SPAD XII n'était pas un avion pour un pilote novice. Guynemer s'en sert pour abattre un Albatros, le 27 juillet, au-dessus de Westroosebeke, puis un DFW le lendemain. Ces deux succès lui permettent d'atteindre un total de 50 victoires aériennes homologuées.
Fin juillet 1917, Guynemer prend le commandement de l'escadrille des Cigognes, groupe de chasse de la 1re Armée (général Antoine) commandement qu'il assurera jusqu'au 7 août 1917.
Fort de son expérience acquise au combat, Guynemer écrit à Louis Béchereau, l'ingénieur en chef de SPAD, avec qui il s'est lié d'amitié, pour lui demander d'augmenter la puissance du moteur qui équipe le SPAD VII ; Guynemer trouve que ses 150 ch sont insuffisants face aux Halberstadt allemands qui équipent ses adversaires directs. Prenant ces remarques en considération, Béchereau va doter le SPAD d'un moteur de 180 ch qui donnera la supériorité au chasseur français.
« Tout va bien sauf mon taxi [avion] qui devient mou. Je compte en demander un autre mais j’attendrai les moteurs renforcés. On me le préparera complètement à l’usine. Puis, au dernier moment, j’arriverai avec le mien et on remettra sur le nouveau taxi ma mitrailleuse actuelle (quel bijou !). » écrit l'as de guerre à l'ingénieur, dans l'une de ses nombreuses lettres.
Prenant toujours conseil auprès de Guynemer, SPAD développe un nouveau modèle, le SPAD XII de 200 ch, auquel succédera le SPAD XIII au moteur surcompressé développant 220 ch. Les nouveaux modèles sont prometteurs, mais les premières séries montrent le manque de fiabilité du réducteur qu'il a fallu ajouter entre le moteur et l'hélice.
Le 9 ou le 10 septembre 1917, au-dessus du terrain des Moëres, le moteur de l'avion de Guynemer se met à « ratatouiller » (avoir des ratés). Il se pose chez les Belges. Le Spad s'est heureusement immobilisé devant le premier hangar où se trouve le Hanriot de Willy Coppens.
Guynemer, la mine soucieuse, semble fatigué et demande de l'aide au capitaine Fernand Jacquet qu'il connaît bien. Les mécaniciens travaillent pendant plus d'une heure sur le moteur déficient. Willy Coppens obtient un autographe et pendant ce temps Carlo Verbessem réalise l'une des dernières photographies du célèbre pilote français et la colle dans son journal. Guynemer remercie, serre quelques mains et s'envole vers 16 heures.

### Mort au combat

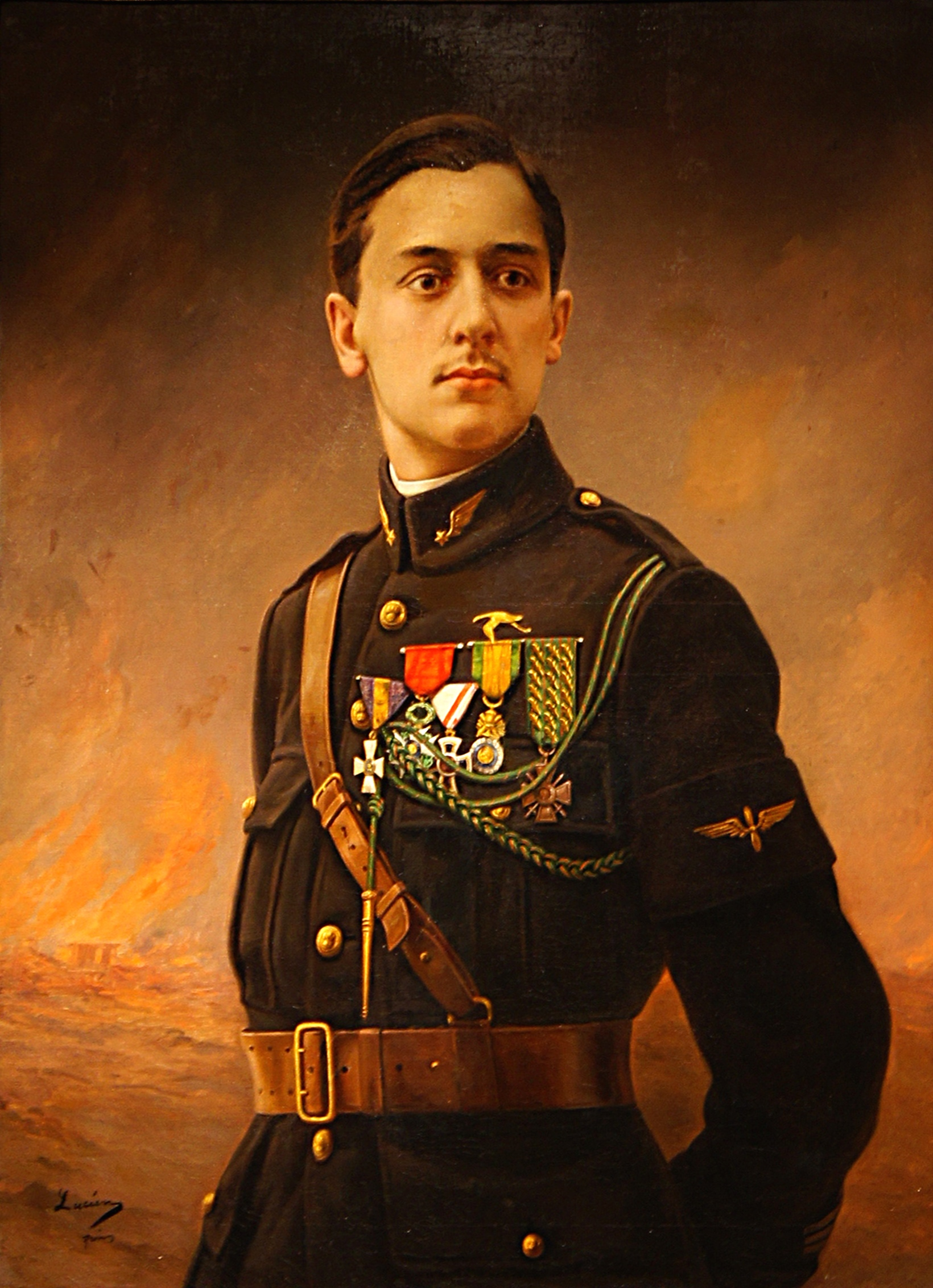
Georges Guynemer.
Portrait par Lucien, musée de la Légion d'honneur, Paris.

Le 11 septembre 1917, Guynemer ne rentre pas d'une mission de combat. La semaine précédente, les deux avions qui lui étaient attribués avaient accumulé les pannes mécaniques. À 8 h 30, ce 11 septembre, il décolle en compagnie du pilote Jean Bozon-Verduraz à bord de son SPAD XIII no 2S.504. Il a reçu pour mission de patrouiller la zone de Langemark. À 9 h 25, près de Poelkapelle, Guynemer aperçoit un avion d'observation allemand Rumpler esseulé et plonge dans sa direction. Bozon-Verduraz voit alors plusieurs Fokker au-dessus de lui ; après qu'il les eut dispersés, son chef n'était plus en vue. Il revint seul ; Guynemer, lui, ne revint jamais,.
Ni l'épave de son avion, ni son corps, ni ses effets personnels ne furent retrouvés. Seule sa boussole conservée dans les collections du Mons Memorial Museum existe encore, elle fut abandonnée dans le Mess des officiers allemands à Bruges où elle figurait comme trophée de guerre. Les Allemands annoncent qu'il a été abattu par le lieutenant Kurt Wissemann de la Jasta 3, tué au combat dix-sept jours plus tard. Pour expliquer sa disparition, les maîtres d'école, s’inspirant du Cantique de l'Aile d'Edmond Rostand, apprennent aux écoliers français de l'époque que Guynemer avait volé si haut qu'il ne pouvait pas redescendre[réf. nécessaire]:

« Gloire à celui qui part

« Et puis que plus jamais on ne voit reparaître !

« Nul ne l'a rapporté,

« Nul ne l'a vu descendre... Ah ! c'est qu'il est, peut-être,

« Monté, monté, monté ! »

Le capitaine Georges Guynemer est porté disparu au combat par son commandant d'escadrille, le commandant Brocard ; le 25 septembre 1917, il est officiellement porté disparu par le ministère de la Guerre. Le rapport publié[Où ?] ce même 25 septembre n'est pas classé secret par ce même ministère et la mort de Guynemer — telle que décrite par un de ses camarades de vol (dont l'identité n'a pas été divulguée pour des raisons de sécurité) — est devenue de notoriété publique :

« Dans la matinée du 11 septembre, le capitaine Guynemer, parti en reconnaissance dans la région des Flandres, s'est trouvé, au cours des péripéties d'une poursuite d'avion ennemi, séparé de son camarade de patrouille et n'a pas reparu depuis. Tous nos moyens d'investigation mis en jeu n'ont donné jusqu'à ce jour aucun renseignement complémentaire. »

Des détails supplémentaires sont fournis par le commandant Brocard, dans un entretien au journal parisien Le Matin:

« À 4 600 mètres de hauteur Guynemer aperçut un biplace ennemi auquel il livra aussitôt combat. Presque en même temps, le lieutenant Bozon-Verduraz vit quatre monoplans ennemis qui, à toute vitesse, accouraient vers le théâtre du duel aérien. Il se porta immédiatement à leur rencontre afin de détourner leur attention. Les avions tournoyèrent quelque temps, puis disparurent. Alors le lieutenant Bozon-Verduraz retourna vers l’endroit où il avait laissé Guynemer aux prises avec son adversaire. Mais il n’y avait plus rien. C’est tout, absolument tout. [L’affaire a eu lieu] à dix kilomètres au nord-est d’Ypres et à huit kilomètres environ à l’intérieur des lignes allemandes, ce qui ôte toute possibilité d’une chute dans la mer, distante d’au moins quarante kilomètres. »

La Gazette des Ardennes — un journal allemand de propagande publié en français en Belgique et France occupées — donne, le 27 septembre, les informations suivantes : 

« Le 11 septembre 1917, à 10 heures du matin, un aviateur français s'abattit à environ 700 mètres au Nord-Ouest du cimetière situé au Sud de Poel-Cappelle. Le sous-officier allemand B... se rendit avec 2 hommes à l'endroit où s'était produite la chute. L'avion était un monoplace ; l'une de ses ailes était rompue. Le sous-officier B... détacha l'aviateur mort de son siège. Le cadavre avait reçu une balle dans la tête ; une jambe et une épaule étaient brisées mais sa figure était reconnaissable et ressemblait à la photographie qui se trouvait sur sa carte d'identité portant le nom Georges Guynemer. »

Un pilote allemand, sergent allemand du 413e régiment, abattu derrière les lignes canadiennes et capturé le soir du 29 septembre 1917 affirma quant à lui qu'il avait été témoin de l'accident et avait identifié le cadavre de Guynemer. Il certifia que le héros français était mort d'une balle dans la tête et souffrait d'autres blessures, dont une jambe cassée et un doigt arraché. Ce soldat affirma en outre que le corps et l'avion de Guynemer avaient été pulvérisés par des tirs de barrage de l'artillerie britannique avant que les Allemands n'aient pu retirer le corps pour l'enterrer. L'édition illustrée de la Gazette des Ardennes publie le 11 octobre les reproductions du brevet et de la carte d'identité de pilote « de l'infortuné et vaillant officier ».
Selon un communiqué de la Croix-Rouge américaine sur le front français du 18 octobre 1917, la mort du capitaine Georges Guynemer est « définitivement confirmée ». Le rapport de la Croix-Rouge fournit des précisions qui s'avéreront largement imaginaires :

« Des informations reçues par la Croix-Rouge disent que Guynemer a été tué d'une balle dans la tête au nord de Poelcapelle, sur le front d'Ypres. Son corps a été identifié grâce à la photographie figurant sur sa licence de pilote trouvée dans sa poche. L'enterrement a eu lieu à Bruxelles en présence d'une garde d'honneur, composé de la 5e division prussienne. Telle est l'histoire racontée par un Belge, qui vient d'échapper aux Allemands. L'inhumation était sur le point d'avoir lieu à Poelcapelle, lorsque les bombardements précédant l'attaque britannique à Ypres ont commencé. L'escouade chargée de l'inhumation s'est retirée à la hâte, emportant le corps avec elle. Le général allemand se trouva être un passionné d'aviation et un grand admirateur des exploits du capitaine Guynemer. Sous ses ordres, le corps fut transporté à Bruxelles dans un wagon funéraire spécial. Là, le capitaine fut inhumé par des sous-officiers et couvert de couronnes florales envoyées par des aviateurs allemands. La garde prussienne rendit les honneurs à son arrivée et durant tout l'enterrement, qui fut accompagné de toute la pompe militaire possible. Le gouvernement français a été invité à faire inscrire au Panthéon, où de nombreux grands Français sont enterrés, une inscription destinée à perpétuer la mémoire du Capitaine Guynemer comme « un symbole de l'ambition et l'enthousiasme de l'armée ». Une résolution à cet effet a été déposée à la Chambre des députés par le député Lasies. »

D'après Henry Bordeaux, le département des Affaires étrangères de Berlin, répondant à une demande de l'ambassade d'Espagne, transmit le 8 novembre :

« Le capitaine Guynemer est tombé après une lutte aérienne le 11 septembre dernier à dix heures du matin, près du cimetière d'honneur 11 au sud de Poelcapelle. D'après constatation médicale, la mort était causée par une balle dans la tête ; l'index de la main gauche avait été emporté. Le cadavre même n'a pu être mis à l'abri ni enterré, car depuis le 10 septembre l'endroit où il était tombé se trouvait sous le feu intense de l'artillerie anglaise, et toute approche pendant les jours suivants était impossible. Le service compétent du front communique que les coups de canon avaient bouleversé la campagne, et les
aviateurs allemands n'ont pu découvrir le 12 septembre aucune trace du cadavre ni de l'appareil. »

D'après Jacques Mortane, le lieutenant allemand Menckhoff, aux 39 victoires, descendu dans nos lignes par le lieutenant américain Avery, dont c'était le premier succès, donna le 25 juillet 1918 quelques précisions sur le dernier combat de Guynemer :

« Votre as surprit Wissemann à cinquante mètres à peine par derrière. Celui-ci le vit, alors qu'il semblait être trop tard. Il se croyait perdu, lorsqu'il s'aperçut avec joie que les deux mitrailleuses de Guynemer étaient enrayées. Le Français chercha à manœuvrer pour mettre sa vitesse à profit, mais il fut rejoint et abattu. Sans aucun doute, il était d'une classe bien supérieure. Wissemann l'avait échappé belle ce jour-là, mais pas pour longtemps. »

Au moment de sa mort, Guynemer avait totalisé 53 victoires homologuées et avait survécu sept fois après avoir été abattu, bien qu'il n'eût jamais embarqué de parachute. La variation des témoignages et la disparition de toute trace matérielle laissent planer un doute sur les circonstances exactes de sa mort : tué en plein ciel par une balle ennemie, tué dans l'écrasement de son avion ou finalement tué par des tirs d'artillerie dans le no man's land.
En 1938, vingt-et-un ans après la disparition de l'as, la carte d'identité de l'aviateur, retrouvée sur sa dépouille mortelle et reproduite par la presse allemande fin 1917, fut rendue à la France par les autorités du Reich. Cette carte est aujourd'hui conservée à Luxeuil-les-Bains, sur la base aérienne 116, parmi les objets appartenant aux traditions de l’escadron de chasse 1/2 « Cigognes » (dépôt du Service historique de la Défense).
Ses surnoms étaient : le chevalier de l'air (selon Henry Bordeaux), le saint patron de la cavalerie des nuages (selon Rudyard Kipling, le grand chevalier des airs (Blasco Ibanez, id).

## Grades
- Caporal : 8 mai 1915
- Sergent : 20 juillet 1915
- Sous-lieutenant : 4 mars 1916
- Lieutenant : 31 décembre 1916
- Capitaine : 18 février 1917

## Décorations et citations

### Décorations

#### Décorations françaises
- Officier de la Légion d'honneur avec citation à l'ordre de l'armée en date du 11 juin 1917 : « Officier d'élite, pilote de combat aussi habile qu'audacieux. A rendu au pays d'éclatants services, tant par le nombre de ses victoires que par l'exemple quotidien de son ardeur toujours égale et de sa maîtrise toujours plus grande. Insouciant du danger, est devenu pour l'ennemi, par la sûreté de ses méthodes et la précision de ses manœuvres, l'adversaire redoutable entre tous. A accompli, le 25 mai 1917, un de ses plus brillants exploits en abattant en une seule minute deux avions ennemis et en remportant dans la même journée deux nouvelles victoires. Par tous ces exploits, contribue à exalter le courage et l'enthousiasme de ceux qui, des tranchées, sont les témoins de ses triomphes. Quarante-cinq avions abattus, vingt citations, deux blessures. »
  - Chevalier de la Légion d'Honneur et une citation à l'ordre de l'armée en date du 24 décembre 1915 : « Pilote de grande valeur, modèle de dévouement et de courage. A rempli depuis six mois deux missions spéciales exigeant le plus bel esprit de sacrifice, et livré treize combats aériens dont deux se sont terminés par l'incendie et la chute des avions ennemis. »
- Médaille militaire avec citation à l'ordre de l'armée en date du 21 juillet 1916 : « Pilote plein d'entrain et d'audace, volontaire pour les missions les plus périlleuses. Après une poursuite acharnée, a livré à un avion allemand un combat qui s'est terminé par l'incendie et l'écrasement de ce dernier. »
- Croix de guerre 1914-1918 avec 25 palmes

#### Décorations étrangères
- Croix de l'Ordre impérial et militaire de Saint-Georges ( Empire russe)
- Ordre du prince Danilo Ier ( Royaume du Monténégro)
- Officier de l'ordre de Léopold ( Belgique)
- Croix de guerre ( Belgique)
- Ordre de Michel le Brave ( Royaume de Roumanie)
- Ordre de l'Étoile de Karageorge ( Royaume de Serbie)
- Ordre du Service distingué ( Royaume-Uni)
- Officier de l'ordre de la Tour et de l'Épée à titre posthume ( Portugal, 15 novembre 1917)[50].

### Autres citations
- Citation à l'ordre de la 6e armée en date du 30 septembre 1915 : « A fait preuve de vaillance, d'énergie et de sang-froid en accomplissant comme volontaire une mission spéciale importante et difficile par un temps d'orage. »
- Citation à l'ordre de la 6e armée en date du 12 décembre 1915 : « Ne cesse de donner les plus beaux exemples de hardiesse, de courage et de sang-froid en remplissant avec succès les missions les plus périlleuses. Vient en outre pour la deuxième fois de descendre, le 8 décembre 1915, un avion ennemi, dont les passagers ont été tués. »
- Citation à l'ordre de la 6e armée en date du 9 février 1916 : « Pilote de chasse d'une audace et d'une énergie à toute épreuve. Le 3 février, a contraint successivement trois avions ennemis à atterrir précipitamment dans leurs lignes. Le 5 février, a attaqué un avion LVG et l'a abattu en flammes dans les lignes allemandes. »
- Citation à l'ordre de l'armée en date du 28 mars 1916 : « Le 6 mars 1916, a livré à un avion allemand un combat au cours duquel son avion, ses vêtements et ceux de son observateur ont été criblés de balles. Le 12 mars 1916, a attaqué un avion allemand biplace, et l'a abattu en flammes dans les lignes françaises. 21 combats aériens depuis huit mois, huit avions allemands abattus, dont sept à l'intérieur ou à proximité des lignes françaises. »
- Citation à l'ordre de l'armée en date du 23 mai 1916 : « Désigné pour rejoindre l'armée de Verdun, a abattu un avion ennemi en cours de route. À peine arrivé, a livré successivement cinq combats aériens, au cours du dernier, aux prises avec deux avions ennemis, a eu le bras gauche traversé de deux balles. À peine guéri, a repris son service sur le front. »
- Citation à l'ordre de l'armée en date du 25 juin 1916 : « Le 22 juin 1916, a livré trois combats aériens au cours de l'un d'eux a abattu un avion allemand après avoir eu son appareil atteint par les projectiles ennemis. »
- Citation à l'ordre de la 6e armée en date du 27 juillet 1916 : « Le 16 juillet 1916, a abattu son dixième avion ennemi qui est tombé en flammes, dans les lignes ennemies. »
- Citation à l'ordre de la 6e armée en date du 24 août 1916 : « Le 28 juillet 1916, a abattu son onzième avion ennemi. »
- Citation à l'ordre de la 6e armée en date du 27 août 1916 : « Le 3 août 1916, a abattu son douzième avion ennemi. »
- Citation à l'ordre de la 6e armée en date du 3 septembre 1916 : « Les 17 et 18 août, a abattu deux avions ennemis devant les tranchées françaises. »
- Citation à l'ordre de la 6e armée en date du 28 septembre 1916 : « Le 4 et le 16 septembre 1916, a abattu ses quinzième et seizième avions ennemis. »
- Citation à l'ordre de la 6e armée en date du 28 octobre 1916 : « Le 23 septembre 1916, apercevant un groupe de trois avions ennemis soumis au feu de notre artillerie spéciale, leur a résolument livré combat, a abattu deux de ces avions et a mis le troisième en fuite; a reçu à ce moment, dans son avion, un obus de plein fouet et n'a pu qu'au prix de prodiges d'adresse regagner nos lignes, où il a capoté et s'est légèrement blessé. (Dix-septième et dix-huitième avions allemands abattus). »
- Citation à l'ordre de l'armée en date du 13 décembre 1916 : « Brillant pilote de chasse. Les 23 et 24 janvier 1917, le capitaine Georges Guynemer a abattu ses vingt-septième et vingt-huitième avions ennemis. »
- Citation à l'ordre de l'armée en date du 26 décembre 1916 : « Poursuivant toujours avec la même belle ardeur le combat contre les avions ennemis, a abattu, les 16 et 22 novembre 1916, ses vingt et unième et vingt-deuxième avions allemands qui sont tombés en flammes. »
- Citation à l'ordre de la 5e armée en date du 12 février 1917 : « Brillant pilote de chasse. Les 27 décembre 1916 et 23 janvier 1917, a abattu ses, vingt-cinquième et vingt-sixième avions ennemis. »
- Citation à l'ordre de la 8e armée en date du 13 février 1917 : « Brillant pilote de chasse. Les 23 et 24 janvier 1917, le capitaine Georges Guynemer a abattu ses vingt-septième et vingt-huitième avions ennemis. »
- Citation à l'ordre de la 8e armée en date du 14 février 1917 : « Brillant pilote de chasse. Les 25 et 26 janvier 1917, a abattu ses vingt-neuvième et trentième avions ennemis. »

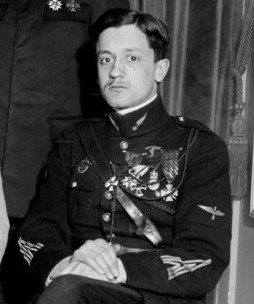
L'as en mars 1917.

- Citation à l'ordre de la 8e armée en date du 26 mars 1917 : « Les 8 février, 16 et 17 mars 1917, a abattu cinq avions ennemis dans nos lignes. »
- Citation à l'ordre de la 6e armée en date du 14 juin 1917 : « Pilote de chasse incomparable. Les 14 avril, 2 mai et 4 mai 1917, a abattu ses trente-sixième, trente-septième et trente-huitième avions ennemis. »
- Citation à l'ordre de la 1re armée en date du 12 août 1917 : « Pilote de combat incomparable. Les 6 et 7 juillet 1917, a abattu ses quarante-sixième, quarante-septième et quarante-huitième avions ennemis. »
- Citation à l'ordre de la 1re armée en date du 30 août 1917 : « Les 27 et 28 juillet 1917, a abattu ses quarante-neuvième et cinquantième avions ennemis en flammes, le 17 août, a remporté ses cinquante et unième et cinquante-deuxième victoires. »
- Citation posthume à l'ordre de l'armée en date du 16 octobre 1917 : « Mort au champ d'honneur, le 11 septembre 1917. Héros légendaire tombé en plein ciel de gloire après trois ans de lutte ardente. Restera le plus pur symbole des qualités de la race. Ténacité indomptable, énergie, farouche, courage sublime. Animé de la foi la plus inébranlable dans la victoire, il lègue au soldat français un souvenir impérissable qui exaltera l'esprit de sacrifice et les plus nobles émulations. »

## Avions célèbres[51]

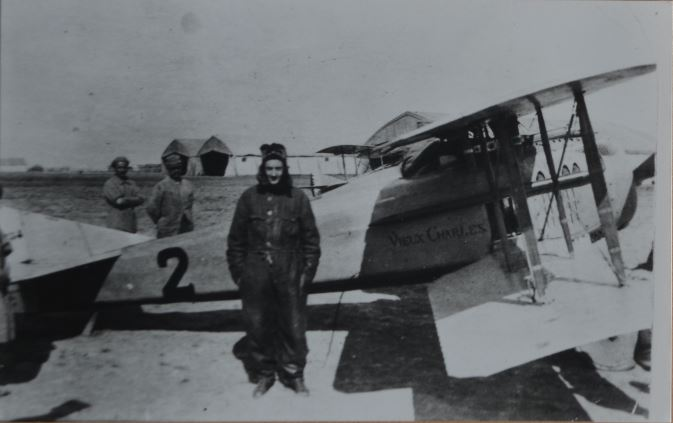
Biplan Vieux Charles de Georges Guynemer sur le terrain d'aviation de Corcieux (Vosges).

- Le SPAD VII no 115, codé 2 en rouge, avec la bande tricolore des as et une cigogne rouge (Vieux Charles) - septembre 1916.
- Le SPAD VII no 254, codé 2 en rouge, avec une cigogne rouge (Vieux Charles), appareil qui se trouve être celui que Georges Guynemer pilota le plus longtemps (de février à juillet 1917) et à bord duquel il remporta le plus de combats (19 victoires homologuées et 11 probables). Exposé dans la cour d'honneur de l'hôtel national des Invalides à Paris en octobre 1917, à l'annonce de la mort de l'as, cet avion y demeura jusqu'en 1969 (au sein du musée de l'armée), année de son transfert à l'École de l'air de Salon-de-Provence. Il est depuis 1987 visible au musée de l'Air et de l'Espace du Bourget[52]. Pour les célébrations du Centenaire commémorant la mort de Guynemer, à la demande de l'EC 1/2 Cigognes, le designer Régis Rocca s'inspire des éléments graphiques de cet appareil pour créer la livrée du Mirage 2000-5F no 43 2-EJ[53].
- Le SPAD XII Canon no 382, codé 2 en noir, avec une cigogne blanche (Vieux Charles) « l'avion magique » - juillet 1917.
- Le SPAD XIII no 504, codé 2 en rouge, avec une cigogne blanche sur bande tricolore (Vieux Charles) - septembre 1917.

## Stationnement successifs

### 1915
- 8 juin : Vauciennes (Oise)
- 16 août : Breuil-le-Sec (Oise)

## Vie privée
Georges Guynemer eut une liaison avec la diva Yvonne Printemps. Quand en février 1917 (pour fêter sa dernière promotion ?) il dina avec elle au Maxim's, rue Royale à Paris, on lui dit que pour lui il n'y avait pas d'addition. Dans la biographie qu'il lui consacra, Jules Roy laisse entendre que Guynemer aurait eu un fils d'une certaine Mme de Cornois, né en 1916.

## Honneurs et postérité

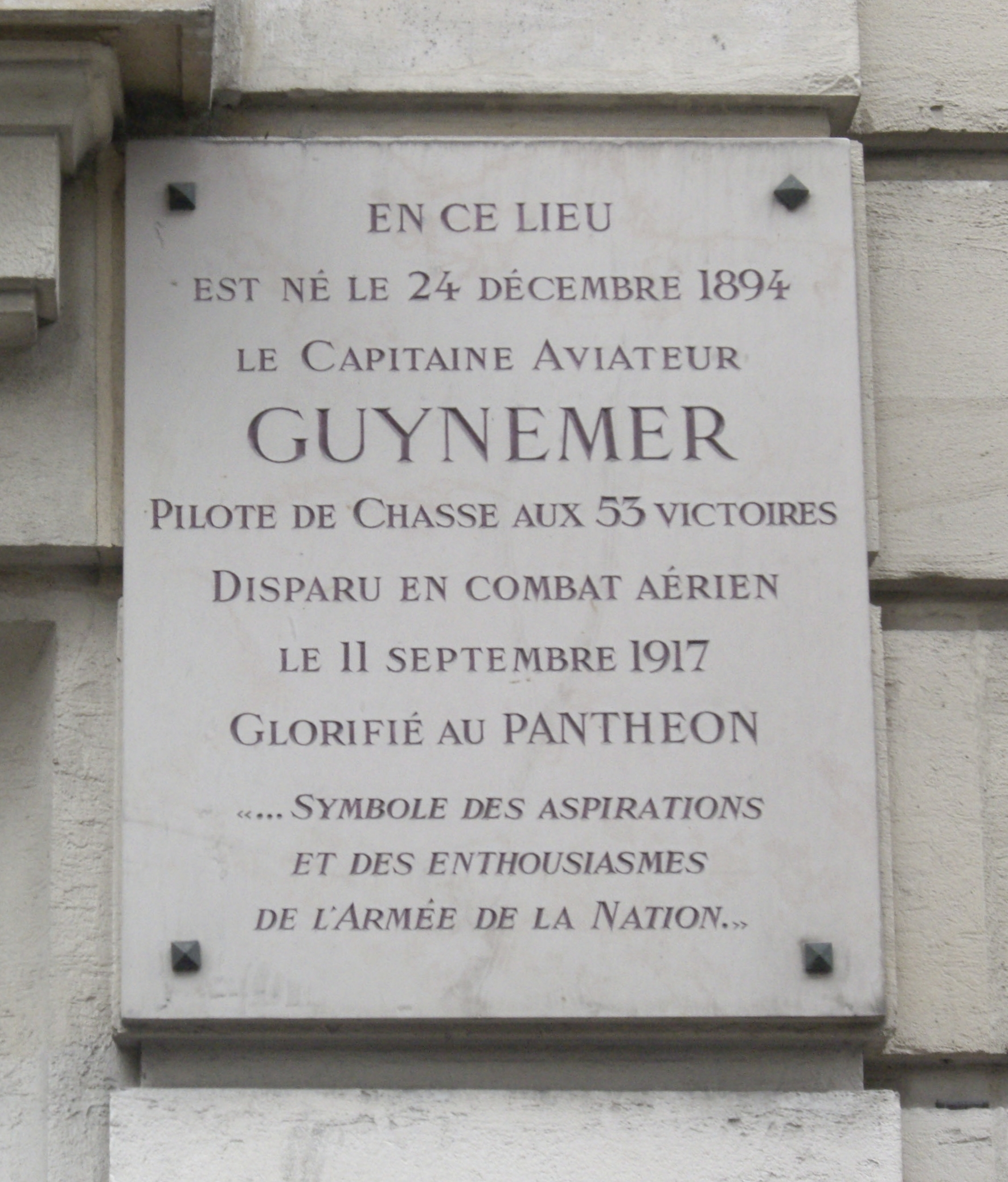
Plaque commémorative, 89, rue de la Tour (16e arrondissement de Paris), où est né Georges Guynemer.

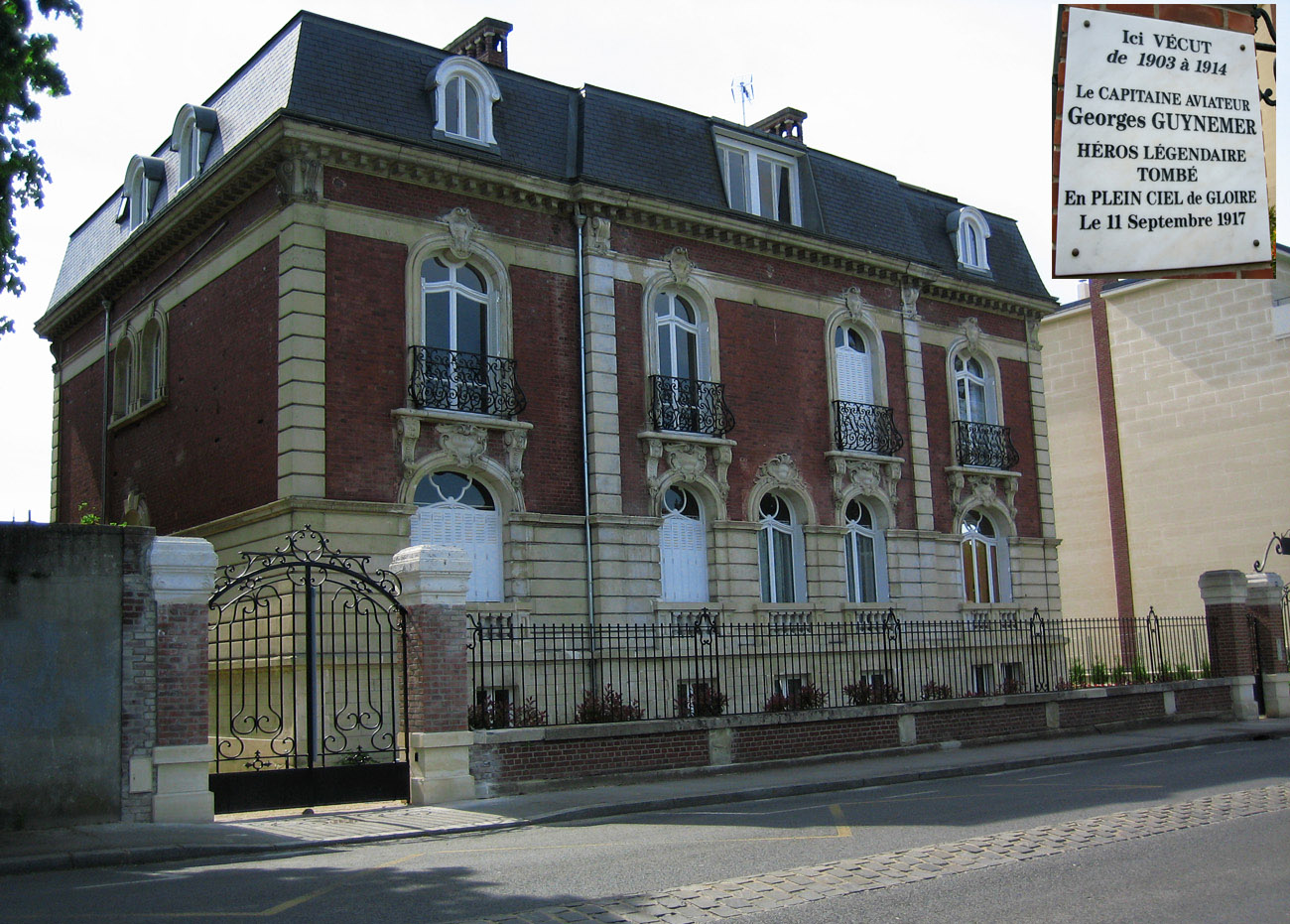
Maison familiale à Compiègne, Oise

### Entrée au Panthéon
Guynemer s'inspirait de l'ancienne chevalerie lors de ses combats aériens. Ainsi Ernst Udet, qui deviendra l'as no 2 allemand, racontera comment Guynemer l'avait épargné alors que sa mitrailleuse s'était enrayée,.

Le 19 octobre 1917, la chambre des députés vote à l'unanimité la résolution suivante :

« La Chambre invite le Gouvernement à faire mettre au Panthéon une inscription destinée à perpétuer la mémoire du capitaine Guynemer, symboles des aspirations et des enthousiasmes de la nation. »

 Le 25 octobre, le Sénat vote à son tour la résolution suivante : 

« Le sénat, s'associant à l'hommage rendu par le Gouvernement et la Chambre des députés pour glorifier, par une inscription au Panthéon, la mémoire du capitaine Guynemer, héros de l'air, salue en sa personne l'esprit de sacrifice, d'abnégation et d'énergie de tous les combattants de toutes les armées de la République qui, depuis plus de trois ans, sont tombés pour la patrie. »

### Commémorations militaires
Le 30 novembre 1917, au camp de Saint-Pol-sur-Mer d'où il prit son dernier envol, la Ire Armée et le 2e groupe aéronautique sont rassemblés par le général Anthoine pour saluer sa mémoire au moment où ils quittent ce théâtre d'opération; à cette occasion sont décorés le capitaine Heurtaux et le sous-lieutenant Fonck; ce dernier deviendra « l'as des as » en dépassant Guynemer de 21 victoires. 

« C'est pour affirmer devant nos drapeaux, pris à témoin, cette continuité assurée et nécessaire que je tiens à remettre, dans cette cérémonie même, sous l'égide de la mémoire de Guynemer, sous son invocation, à deux d'entre eux, à deux des plus rudes lutteurs, des distinctions qui sont à la fois le prix du passé et le gage de l'avenir ! »

« Élevons nos cœurs, unis en une pensée fraternelle d'admiration respectueuse et reconnaissante pour le héros que la première armée n'oubliera jamais, pour son héros dont elle était si fière, et dont la grande ombre planera toujours dans l'Histoire sur le souvenir de ses actions en Flandre. »

Dans les années 1920, les cinq as belges (Jacquet, Willy Coppens de Houthulst, Edmond Thieffry, André de Meulemeester et Jan Olieslagers) lui érigèrent une stèle commémorative à proximité du lieu présumé de sa chute à Poelkapelle.
L'École de l'Air de Salon-de-Provence a fait sienne la devise de l'Escadrille des Cigognes : « Faire face ».

### Dernière citation, posthume
L'Armée de l'air commémore son souvenir chaque 11 septembre par une prise d'armes sur chacune des bases aériennes dont deux ont longtemps porté son nom : celle de Paris (état-major) et celle de Dijon.
À l'ordre de l'armée, cette ultime citation date du 16 octobre 1917 (cf infra : « Décorations et citations ») ; à l'occasion de cette cérémonie militaire est lue la dernière citation de Guynemer :

« ... mort au champ d’honneur, le 11 septembre 1917. Héros légendaire, tombé en plein ciel de gloire, après trois ans de lutte ardente. Restera le plus pur symbole des qualités de la race : ténacité indomptable, énergie farouche, courage sublime. Animé de la foi la plus inébranlable dans la victoire, il lègue au soldat français un souvenir impérissable, qui exaltera l’esprit de sacrifice et provoquera les plus nobles émulations. »

Cette citation a été rédigée par Paul Canteloube de Marmiès,.
Depuis 1924, elle est lue dans toutes les bases aériennes françaises, selon une circulaire du 25 septembre 1924 instaurant cette cérémonie commémorative.

### Nommés d'après lui

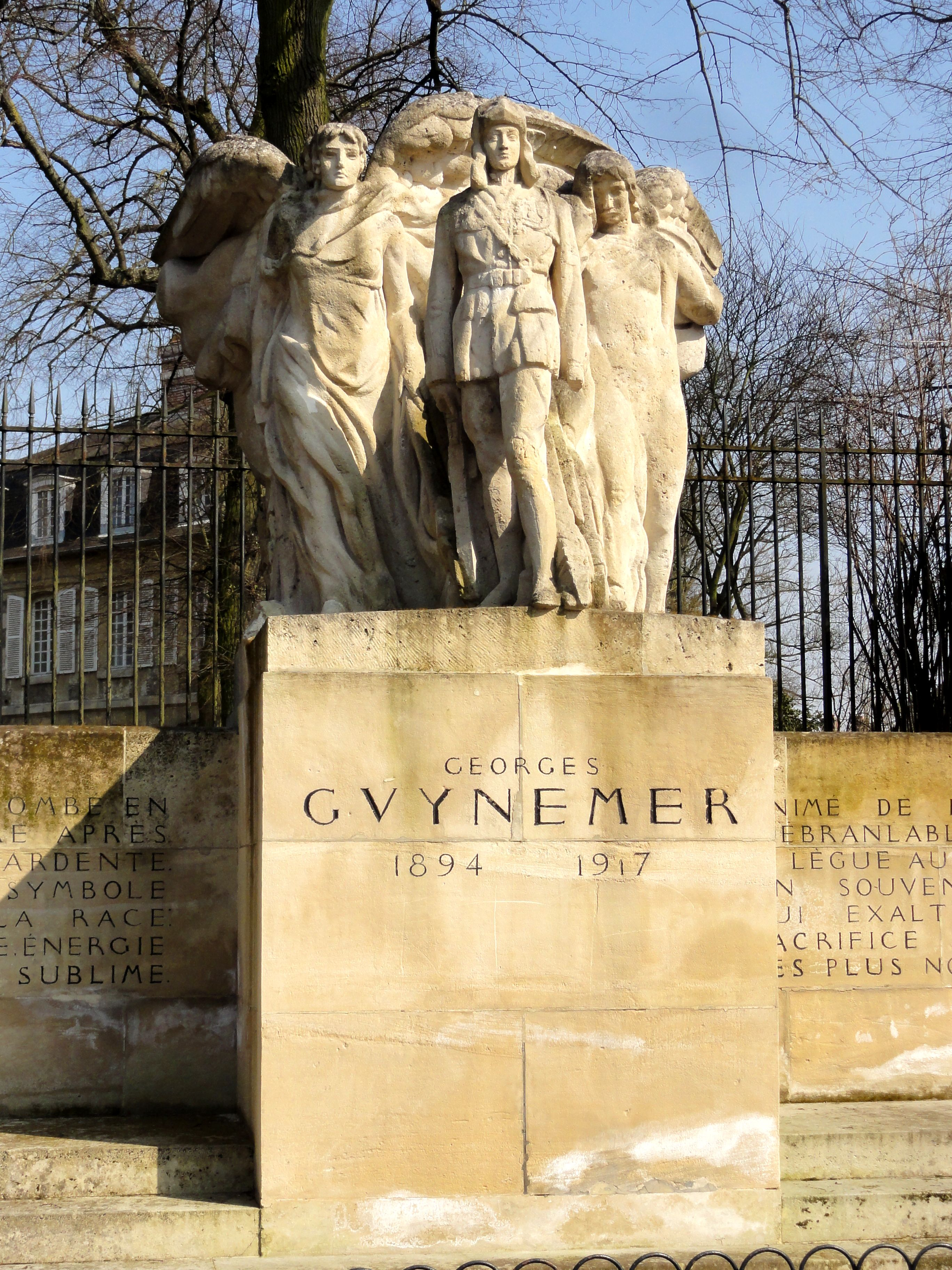
Monument pour Georges Guynemer à Compiègne.

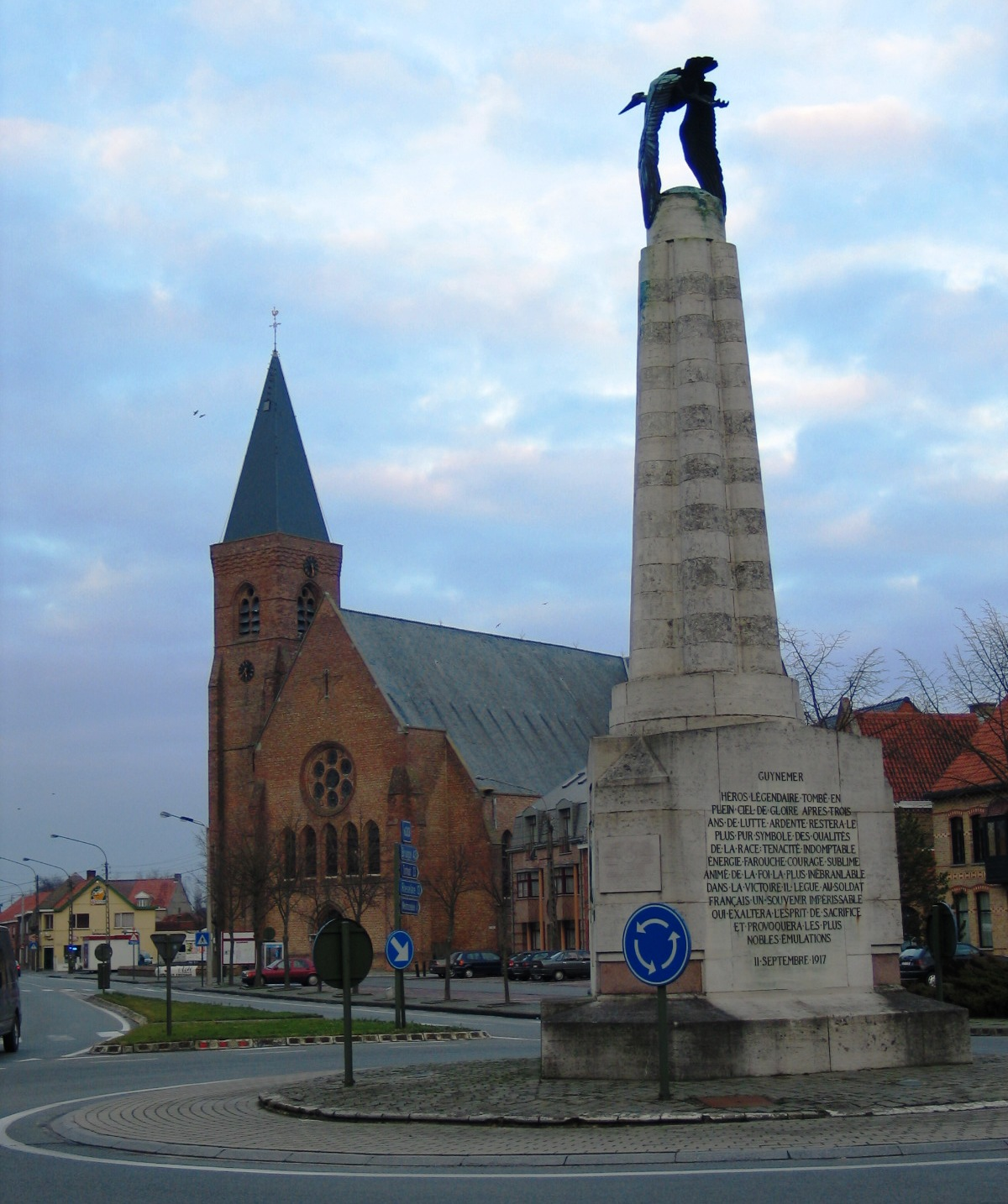
Monument pour Georges Guynemer à Poelkapelle.

#### Odonymes
- La base aérienne 102 de Dijon-Longvic, dissoute en juin 2016, était officiellement dénommée Base aérienne 102 « Capitaine Guynemer », nom de baptême que cette base partageait avec la base aérienne 117 Paris à Balard, également dénommée Cité de l'Air.
- Beaucoup de grandes villes et plusieurs communes françaises ont donné à une voie publique le nom de Guynemer, de Georges-Guynemer ou de capitaine-Guynemer : Alençon, Amiens, Antibes, Asnières-sur-Seine, Beausoleil, Bordeaux, Bourg-en-Bresse, Bois-Colombes, Brest, Caen (avenue longeant l'ancienne caserne d'artillerie), Castres, Chevilly-Larue, Clermont-Ferrand, Compiègne (cours), Courbevoie, Dax, Fontenay-sous-Bois, Forcalquier, rue Guynemer à Issy-les-Moulineaux, La Baule (avenue), Le Chesnay, Le Mans, Les Andelys, Lille, Longvic, rue Guynemer à Lyon (2e arrondissement), Marseille (boulevard dans le 9e et avenue dans le 14e arrondissement), Montbéliard, Montgeron, Montpellier, rue Guynemer à Paris (6e arrondissement), Nancy, Nantes, Nice (place), Pau, Poitiers, Pont-Sainte-Marie (Aube), Rennes, Rouen, Sigean, Saint-Laurent-du-Var, Saint-Max, Strasbourg, Thorigné-Fouillard, Toulouse, Valence, Vincennes et de nombreuses autres. Le conseil municipal de Luc-sur-Mer (Calvados) donne le nom de « Guynemer » à la rue dans laquelle l'aviateur habitait, lorsqu'il venait avant guerre passer la saison d'été chez ses grands-parents.
- Le pic Guynemer (renommé ainsi en 1922), l'un des sommets des îles Kerguelen.
- Un camp militaire situé à Fontainebleau, siège de l'École inter-armées des sports (EIS), porte son nom.
- Cité Guynemer (de), un ancien ensemble fermé d'habitations pour officiers des Forces françaises à Berlin, près des Installations militaires françaises à l'aéroport de Berlin-Tegel[63],[64]
- Un quartier bordant le fleuve dans le 2e arrondissement de Brazzaville (Bacongo) en République du Congo, porte également son nom.
- Le mail de l'écocité Jardin des Maraîchers à Dijon porte son nom.

#### Établissements scolaires
- Institution Guynemer[65] à Compiègne,
- écoles primaires Guynemer à Auch (Gers) Deûlémont (Nord), à Strasbourg, à Froges, au Chesnay et à Nancy,
- collèges Guynemer à Nancy et à Montbéliard,
- lycée professionnel du bâtiment à Saint-Pol-sur-Mer (Dunkerque), lycée des métiers d'art Georges Guynemer d'Uzès (en 1940, l'Armée de l'air demande à la ville de résilier les baux passés avec les entreprises pour installer dans la caserne une école préparatoire à l'aviation et une école de mécaniciens radio-télégraphistes sous le nom d'école Guynemer), lycées professionnels Guynemer[66] de Toulouse et d'Oloron-Sainte-Marie[67].

#### Divers
- La première promotion de l'école de l'air (entrée en 1935 et sortie en 1937[68] de l'école située alors à Versailles) porte le nom de baptême « Guynemer »[69].
- Le groupe scout du collège Stanislas de Paris porta son nom, de même que le groupe fondé en avril 1939 au collège Stanislas de Montréal porte aussi son nom, 55e Groupe Guynemer d’Outremont ; il existe encore aujourd’hui (2015).
- Le groupe Scouts et Guides de France d'Asnières sur Seine, l'un des plus anciens groupes scouts du pays[réf. nécessaire], porte également son nom[70].
- Le groupe Scouts et Guides de France de Digne les bains porte aussi son nom[71].

### Monuments, stèles et représentations diverses

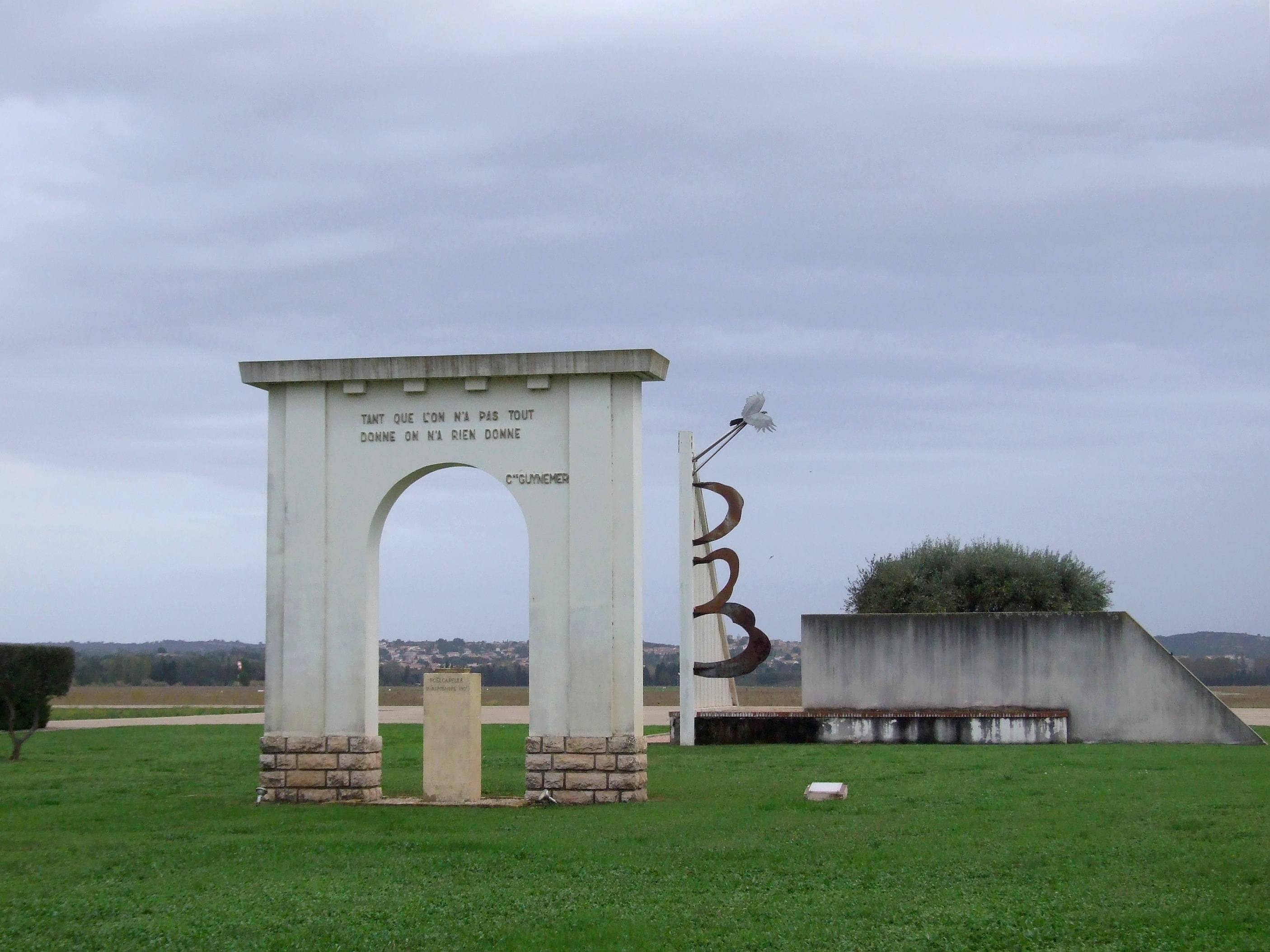
Mémorial Georges Guynemer, sur la base 701 à Salon-de-Provence.

- À la base aérienne 701 Salon-de-Provence, site actuel de l'école de l'air, se trouve un monument en souvenir de Georges Guynemer[72].
- La base aérienne 106 Bordeaux-Mérignac accueille depuis le 13 septembre 1982 le monument d'hommage installé à Alger le 11 septembre 1919[73].
- Buste, rue Georges-Guynemer à Dugny (Seine-Saint-Denis).
- Monument commémoratif Guynemer à Ouges, dans la banlieue de Dijon, sur le site de l'ancienne base aérienne 102, inauguré le 25 juillet 1932 et sorti indemne de l'occupation allemande et des bombardements alliés de 1943-1944 (monument orné en façade d'un buste de bronze encadré verticalement de l’inscription « Au capitaine Guynemer, l’Aviation », d’après une sculpture exécutée par l’artiste dijonnais Hubert Yencesse)[Note 6].
- Plaque statuaire à Nice sur la place du monument aux morts, qui porte son nom, face à la Méditerranée.
- Monument, boulevard Victor-Hugo / rue Saint-Lazare, Compiègne.
- Stèle commémorative, Breuil-le-Sec (Oise).
- Inscription, Panthéon de Paris[Note 7].
- Monument Le Vieux Charles, 1938, Malo-les-Bains (commune de Dunkerque), détruit en 1941.
- Le Retour à l'ordre, portrait, par Roger de La Fresnaye, v. 1921-1923, musée Georges-Pompidou, Paris.
- Monument, buste en ronde-bosse, bronze, 1957, mémorial Georges-Guynemer, Saint-Pol-sur-Mer ; devise : « Faire face » et monument.
- La Cigogne, 1923, ronde-bosse, bronze, stèle commémorative à l'As des As, Poelkapelle (Belgique).
- Monument à la gloire de Guynemer, socle en pierre de taille de Septmonts et sculpture en métal peint représentant un Morane Saulnier Parasol Type L, Septmonts (Aisne)[74].
- Timbre de France à 50 F en 1940 (Yvert no 461) d'après Lawrence, musée de l’armée, Paris.
- Pièce de deux francs Georges Guynemer, 1997.
- Médaillon au collège Stanislas à Paris.
- Monument à la gloire de George Guynemer à Dunkerque, proche du musée Dynamo.
- Monument commémoratif à la gloire de George Guynemer à Saint- Pol-sur-mer, créé par les élèves du Lycée George Guynemer, dans le cadre du centenaire de la Grande Guerre.
- Timbres-poste émis par La Poste le 11 septembre 2017, dans la série Poste aérienne (Yvert n° PA 81 et PA 81a, seule la dentelure est différente).

### Souvenir vestimentaire
- L'uniforme des militaires de l'Armée de l'air comporte une cravate de couleur noire en souvenir de la mort de Guynemer[75] (les pilotes civils portent une cravate noire en souvenir de Jean Mermoz[réf. nécessaire]).